# Klockerinriedel
Klockerinriedel är en bergsrygg i Österrike. Den ligger i förbundslandet Salzburg, i den centrala delen av landet, 300 km väster om huvudstaden Wien. Klockerinriedel ligger 2 567 meter över havet. Den ligger vid sjön Stausee Mooserboden.
Närmaste större samhälle är Bruck an der Großglocknerstraße, 16 km norr om Klockerinriedel. 